# Songs of the water spirits
Songs of the Water Spirits è un documentario del 2020 scritto e diretto da Nicolò Bongiorno.

## Trama
Songs of the Water Spirits è un documentario realizzato dalla casa di produzione Allegria Films in Ladakh, nel nord dell'India.
Oltre alle proiezioni come anteprima in occasione di festival e rassegne cinematografiche sia italiane che internazionali tra il 2020 ed il 2021, il documentario dal 2022 seguirà una distribuzione in Francia ad opera della casa editrice e società di distribuzione cinematografica Filigranowa.
Il film si struttura su più filoni narrativi che si alternano lungo tutta l’opera e che raccontano delle ricerche e delle battaglie sociali ed ambientali che i protagonisti del documentario hanno condotto in risposta alle conseguenze della globalizzazione nelle aree urbane e rurali del Ladakh.
Gli interpreti principali sulle cui testimonianze il documentario si incentra, fatta eccezione per il linguista francese Nicolas Tournadre, sono originari del Ladakh e nelle loro storie di vita, così diverse le une dalle altre, viene dipinta una realtà consumata dagli effetti dell'inquinamento e dello sviluppo sfrenato. Ad unire le storie dei vari personaggi vi è la trattazione di tematiche culturali, ecologiche, ecolinguistiche e legate allo sviluppo sostenibile che ogni giorno trovano spazio nei loro progetti e nelle loro iniziative.

## Riconoscimenti
Visioni dal Mondo - (2020)
- Menzione speciale della giuria

Terraviva Film Festival - (2020)
- Vincitore

69° Trento Film Festival - (2021)
- Premio Muse Videonatura

Cervino Cinemountain - (2021)
- Premio del pubblico

Varese ArcheoFilm - (2021)
- Premio della giuria tecnica
- Premio del pubblico

Eho Mountain Film Festival - (2021)
- Best Environmental film

Arkhaios Film Festival - (2021)
- Award for Best Cultural Heritage Film
- Arkhaios Founder Award for Public Participation

Dutch Mountain Film Festival - (2021)
- DAV Climate Award

Torelló Mountain Film Festival - (2021)
- F.E.E.C. AWARD and Silver Edelweiss to the Best Photography

Firenze Archeofilm - (2022)
- Premio Archeologia Viva per la comunicazione dell’ambiente

The Archaeology Channel International Film Festival - (2022)
- Best Film
- Best Music
- Best Public Education Value

- Honorable Mention for Narration
- Honorable Mention for Cinematography
- Honorable Mention for Inspiration

Perugia Archeofilm - (2022)
- Premio del pubblico “Città di Perugia – Archeologia Viva”

Inkafest mountain film festival - (2022)
- Best enviromental film